# 나 (중국 성씨)
루어([luó]羅)씨는 중국의 성씨이다. 중국에서는 춘추전국시대 초나라의 백성들이 쓰던 성씨 중 하나이며, 선비족 등 소수 민족들이 사용하기도 한다.
기원전 759년(주나라 평왕 12)에 나국(羅國)에 봉해진 후손들이 고을 이름을 따서 성(姓)으로 삼은 것이 나씨(羅氏)의 시초가 된다고 한다.

## 어찌 나 那
나씨(那氏)는 중국 성씨 순위 676위이다. 춘추전국시대 나국(那國) 백성들이 나씨 성을 썼고, 초나라 사람들이 나국에 들어와 살면서 나씨 성을 쓰기도 했다.

## 같이 보기
- 羅姓
- 那姓